# Montañas Rakaposhi-Haramosh
Las montañas Rakaposhi-Haramosh son una subcordillera de la cordillera del Karakoram. Están situadas en los distritos de Gilgit y Nagar del Valle de Bagrot, en el Gilgit-Baltistán de Pakistán. Limitan con los glaciares Barpu y Chogo Lungma en el norte, con el río Shigar en el este, con los ríos Gilgit e Indo en el sur y con el río Hunza en el oeste.
Los dos picos homónimos, Rakaposhi (7.788 m) y Haramosh (7.409 m), se encuentran entre los más altos del mundo en términos de elevación sobre el terreno local, debido a su posición cercana a valles con muy poca elevación. El Rakaposhi se eleva espectacularmente sobre un recodo del río Hunza, formando el ancla occidental de la cordillera, mientras que el Haramosh se encuentra en el lado norte del río Indo, en la parte centro-sur de la cordillera.

## Picos seleccionados
| Montaña    | Altura (m) | Altura (ft) | Coordenadas                                | Prominencia (m) | Montaña padre | Primer ascenso | Ascensos (intentos) |
| ---------- | ---------- | ----------- | ------------------------------------------ | --------------- | ------------- | -------------- | ------------------- |
| Rakaposhi  | 7,788      | 25,551      | 36°08′33″N 74°29′21″E / 36.14250, 74.48917 | 2,818           | K2            | 1958           | 8 (13)              |
| Malubiting | 7,458      | 24,469      | 36°00′06″N 74°52′33″E / 36.00167, 74.87583 | 2,193           | Rakaposhi     | 1971           | 2 (6)               |
| Haramosh   | 7,409      | 24,308      | 35°50′24″N 74°53′51″E / 35.84000, 74.89750 | 2,277           | Malubiting    | 1958           | 4 (3)               |
| Diran      | 7,266      | 23,839      | 36°07′19″N 74°39′40″E / 36.12194, 74.66111 | 1,325           | Malubiting    | 1968           | 12 (8)              |